# Brambles
Brambles ist ein australisches Dienstleistungsunternehmen mit Sitz in Sydney.

## Geschichte
Das Unternehmen wurde 1875 durch Walter Brambles in Newcastle als Transportunternehmen gegründet. 1925 erfolgte die Umwandlung in die WE Brambles and Sons Ltd. Nach dem Zweiten Weltkrieg ging das Unternehmen  Brambles Industries Limited an die Börse.
Von August 2001 bis Dezember 2006 war das Unternehmen als Dual-listed Company, bestehend aus der australischen Brambles Industries Limited und der britischen Brambles Industries plc, strukturiert. Der australische, an der Australian Stock Exchange notierte Teil mit Sitz in Sydney erwirtschaftete 57 Prozent der Gesamtleistung, der britische, an der London Stock Exchange notierte Teil mit Firmensitz in London die restlichen 43 Prozent. Im Jahr 2006 wurden die beiden Unternehmen zur Brambles Limited mit Sitz in Sydney vereinigt, die an der Australian Stock Exchange gehandelt wird.

## Struktur und Umsatz

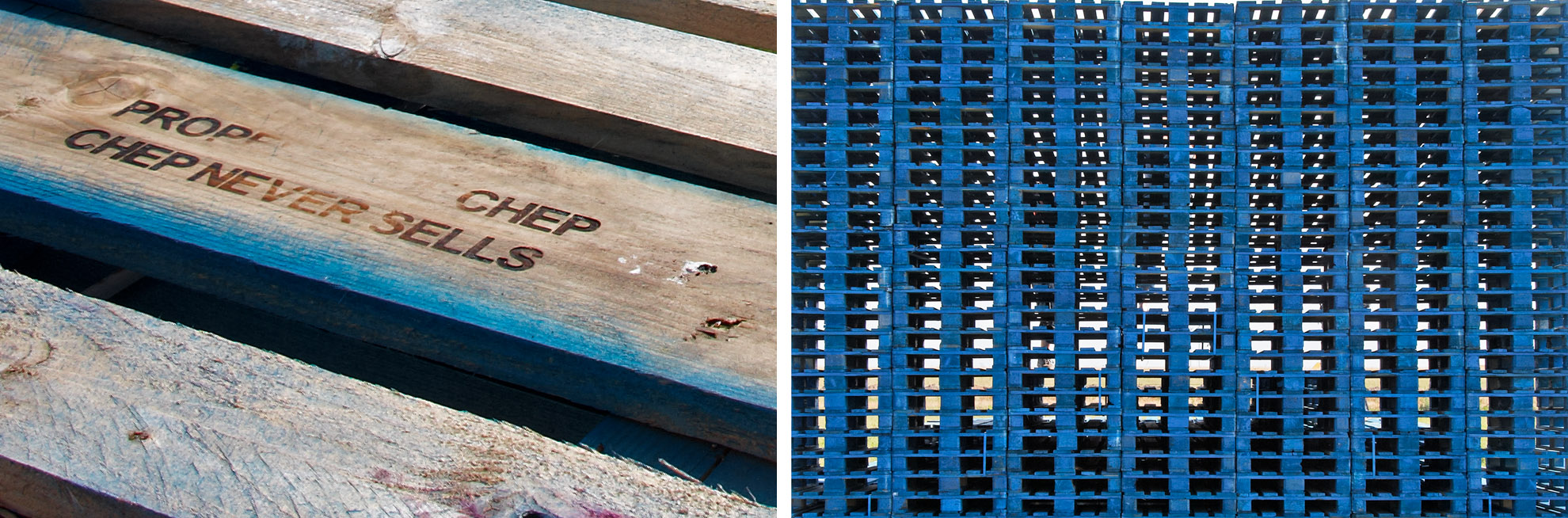
Die Paletten von CHEP sind farblich markiert und unverkäuflich.

CHEP erbrachte 2010 etwa 69 Prozent des Gesamtumsatzes von Brambles.
Das Tochterunternehmen Cleanaway wurde 2006 an das deutsche Entsorgungsunternehmen SULO verkauft.
Recall beschäftigt sich mit der Dokumenten-Bearbeitung. In 300 Service-Centern werden 4.500 Mitarbeiter beschäftigt. Diese Center verteilen sich auf 22 Länder. Der Hauptsitz von Recall befindet sich in Atlanta, USA. Zum Umsatz von Brambles trug 2010 dieser Bereich 15 Prozent bei.